# Fußball-Oberliga Nordost 2012/13
Die Saison 2012/13 der Oberliga Nordost war die 22. Spielzeit der Fußball-Oberliga Nordost und die fünfte als fünfthöchste Spielklasse in Deutschland.

## Modus
In der Saison 2012/13 spielen in den beiden Staffeln Nord und Süd der NOFV-Oberliga jeweils 16 Mannschaften.
Nach dem Aufstieg von sieben Mannschaften in die Regionalliga sowie nach den Abmeldungen von vier Vereinen waren 21 der 32 Startplätze bereits vergeben. Neben den sechs Landesmeistern bzw. ersten Aufstiegsberechtigten verblieben fünf weitere Startplätze für die mitgliederstärksten Landesverbände Sachsen, Thüringen, Berlin, Brandenburg und Sachsen-Anhalt. Da der Landesverband Sachsen-Anhalt auf den zusätzlichen Startplatz verzichtet hatte, erhielt der Landesverband Mecklenburg-Vorpommern stattdessen einen zusätzlichen Startplatz. Die endgültige Zuordnung erfolgte nach geografischen Gesichtspunkten.

## Auf- und Abstiegsregelung
- Aufstieg in die Regionalliga Nordost

Für den Aufstieg in die Regionalliga Nordost sind die Meister der beiden Staffeln sportlich qualifiziert.
- Abstieg aus der Oberliga Nordost

Die drei Mannschaften auf den Plätzen 14 bis 16 jeder Staffel steigen am Ende der Saison in die jeweiligen Verbands- und Landesligen ihres Verbandes ab.
- Aufstieg in die Oberliga Nordost

Aus der Berlin-Liga, Brandenburg-Liga, Verbandsliga Mecklenburg-Vorpommern, Sachsenliga, Verbandsliga Sachsen-Anhalt und Thüringenliga steigen die sechs Meister auf.

## Staffel Nord

### Tabelle
| Pl. | Verein                    | Sp. | S  | U  | N  | Tore    | Diff. | Punkte |
| --- | ------------------------- | --- | -- | -- | -- | ------- | ----- | ------ |
| 1.  | Berliner FC Viktoria 1889 | 30  | 19 | 9  | 2  | 057:200 | +37   | 66     |
| 2.  | FSV Union Fürstenwalde    | 30  | 18 | 7  | 5  | 073:320 | +41   | 61     |
| 3.  | Berliner FC Dynamo        | 30  | 15 | 11 | 4  | 059:280 | +31   | 56     |
| 4.  | FSV 63 Luckenwalde (U)    | 30  | 16 | 4  | 10 | 064:490 | +15   | 52     |
| 5.  | SV Altlüdersdorf          | 30  | 16 | 5  | 9  | 046:250 | +21   | 53     |
| 6.  | Hansa Rostock II (M)      | 30  | 14 | 4  | 12 | 049:400 | +9    | 46     |
| 7.  | SV Lichtenberg 47 (N)     | 30  | 12 | 9  | 9  | 037:370 | ±0    | 45     |
| 8.  | FC Pommern Greifswald (N) | 30  | 12 | 6  | 12 | 032:420 | −10   | 42     |
| 9.  | VSG Altglienicke (N)      | 30  | 10 | 6  | 14 | 049:540 | −5    | 36     |
| 10. | Malchower SV              | 30  | 8  | 9  | 13 | 043:550 | −12   | 33     |
| 11. | 1. FC Neubrandenburg 04   | 30  | 8  | 8  | 14 | 035:390 | −4    | 32     |
| 12. | RSV Waltersdorf 09 (N)    | 30  | 8  | 8  | 14 | 033:460 | −13   | 32     |
| 13. | Brandenburger SC Süd 05   | 30  | 8  | 8  | 14 | 041:680 | −27   | 32     |
| 14. | Lichterfelder FC Berlin   | 30  | 8  | 5  | 17 | 046:690 | −23   | 29     |
| 15. | SV Waren 09 (N)           | 30  | 6  | 7  | 17 | 038:730 | −35   | 25     |
| 16. | FC Anker Wismar           | 30  | 4  | 10 | 16 | 038:630 | −25   | 22     |

| (M) | Meister 2011/12                   |
| (N) | Aufsteiger aus der Verbandsliga   |
| (U) | Umgruppierung aus der Staffel Süd |

### Kreuztabelle
Die Kreuztabelle stellt die Ergebnisse aller Spiele dieser Saison dar. Die Heimmannschaft ist in der linken Spalte, die Gastmannschaft in der oberen Zeile aufgelistet.
| 2012/13                   | Hansa Rostock II | Berliner FC Viktoria 1889 | FSV Union Fürstenwalde | 1. FC Neubrandenburg 04 | Malchower SV 90 | FC Anker Wismar | SV Altlüdersdorf | Berliner FC Dynamo | Brandenburger SC Süd 05 | LFC Berlin | FSV 63 Luckenwalde | VSG Altglienicke | FC Pommern Greifswald | SV Lichtenberg 47 | RSV Waltersdorf 09 | SV Waren 09 |
| ------------------------- | ---------------- | ------------------------- | ---------------------- | ----------------------- | --------------- | --------------- | ---------------- | ------------------ | ----------------------- | ---------- | ------------------ | ---------------- | --------------------- | ----------------- | ------------------ | ----------- |
| Hansa Rostock II          |                  | 2:0                       | 1:3                    | 1:0                     | 2:0             | 2:0             | 3:1              | 3:1                | 0:4                     | 2:0        | 2:1                | 1:1              | 0:2                   | 1:2               | 1:0                | 6:1         |
| Berliner FC Viktoria 1889 | 2:1              |                           | 3:2                    | 0:0                     | 2:0             | 3:0             | 2:1              | 0:0                | 3:0                     | 2:1        | 2:0                | 1:1              | 2:1                   | 5:0               | 1:1                | 2:0         |
| FSV Union Fürstenwalde    | 3:1              | 1:3                       |                        | 3:0                     | 5:1             | 2:1             | 0:0              | 2:2                | 3:0                     | 3:0        | 4:1                | 8:2              | 1:1                   | 1:3               | 1:1                | 3:0         |
| 1. FC Neubrandenburg 04   | 2:2              | 0:2                       | 0:1                    |                         | 0:0             | 5:0             | 0:0              | 0:4                | 2:3                     | 1:1        | 0:1                | 2:0              | 0:1                   | 0:0               | 3:0                | 0:0         |
| Malchower SV              | 2:0              | 2:2                       | 0:2                    | 2:1                     |                 | 1:1             | 1:3              | 1:3                | 2:2                     | 3:4        | 2:2                | 3:2              | 3:1                   | 3:0               | 0:1                | 3:3         |
| FC Anker Wismar           | 1:2              | 1:4                       | 0:1                    | 1:6                     | 1:1             |                 | 1:2              | 2:2                | 4:2                     | 4:2        | 1:3                | 2:3              | 2:3                   | 0:0               | 1:1                | 0:0         |
| SV Altlüdersdorf          | 1:1              | 1:0                       | 0:3                    | 1:4                     | 4:1             | 3:1             |                  | 0:1                | 3:0                     | 0:1        | 2:0                | 1:0              | 3:0                   | 0:1               | 0:0                | 5:1         |
| Berliner FC Dynamo        | 3:0              | 0:0                       | 0:2                    | 1:0                     | 5:3             | 0:0             | 1:0              |                    | 3:1                     | 3:1        | 3:0                | 3:0              | 2:1                   | 1:1               | 3:0                | 6:1         |
| Brandenburger SC Süd 05   | 1:4              | 1:1                       | 3:2                    | 0:0                     | 3:1             | 0:4             | 1:0              | 0:0                |                         | 0:3        | 3:4                | 3:1              | 1:1                   | 2:2               | 3:2                | 4:2         |
| Lichterfelder FC Berlin   | 0:0              | 1:4                       | 1:4                    | 0:1                     | 1:2             | 3:1             | 0:4              | 2:2                | 2:0                     |            | 1:3                | 0:0              | 2:1                   | 2:5               | 4:1                | 5:3         |
| FSV 63 Luckenwalde        | 3:2              | 3:4                       | 2:2                    | 4:1                     | 2:1             | 1:2             | 0:0              | 1:1                | 6:1                     | 4:2        |                    | 5:0              | 0:1                   | 3:1               | 2:0                | 3:4         |
| VSG Altglienicke          | 2:0              | 0:3                       | 1:2                    | 2:3                     | 1:1             | 4:2             | 0:2              | 1:1                | 6:0                     | 6:2        | 2:3                |                  | 3:0                   | 2:2               | 2:0                | 3:0         |
| FC Pommern Greifswald     | 0:4              | 0:0                       | 1:6                    | 0:2                     | 1:0             | 2:2             | 1:3              | 1:0                | 2:0                     | 3:2        | 1:2                | 0:2              |                       | 0:0               | 0:1                | 2:0         |
| SV Lichtenberg 47         | 2:1              | 0:2                       | 2:1                    | 3:1                     | 0:1             | 1:1             | 0:1              | 0:3                | 1:1                     | 2:0        | 2:0                | 0:1              | 0:0                   |                   | 1:0                | 3:1         |
| RSV Waltersdorf 09        | 2:0              | 0:0                       | 1:1                    | 4:1                     | 1:3             | 1:1             | 2:2              | 2:4                | 2:2                     | 2:0        | 1:3                | 2:0              | 0:2                   | 2:1               |                    | 4:2         |
| SV Waren 09               | 0:4              | 0:2                       | 1:1                    | 2:0                     | 0:0             | 3:1             | 1:3              | 2:2                | 2:0                     | 3:3        | 1:2                | 2:1              | 0:2                   | 1:2               | 2:1                |             |

### Torschützenliste
| Pl.                      | Nat.        | Spieler              | Verein                    | Tore |
| ------------------------ | ----------- | -------------------- | ------------------------- | ---- |
| 1                        | Deutschland | Henry Haufe          | FSV 63 Luckenwalde        | 19   |
| 2                        | Deutschland | Tobias Täge          | SV Waren 09               | 16   |
| 3                        | Deutschland | Daniel Becker        | FSV 63 Luckenwalde        | 15   |
| 4                        | Deutschland | Christian Mlynarczyk | FSV Union Fürstenwalde    | 13   |
| 4                        | Deutschland | Roland Richter       | FSV Union Fürstenwalde    | 13   |
| 6                        | Deutschland | Guido Timper         | Malchower SV              | 12   |
| 7                        | Turkei      | Ümit Ergirdi         | Berliner FC Viktoria 1889 | 11   |
| 7                        | Deutschland | Patrick Kroll        | VSG Altglienicke          | 11   |
| 9                        | Kroatien    | Darko Anić           | Hansa Rostock II          | 10   |
| 9                        | Guinea-a    | Damantang Camara     | Berliner FC Viktoria 1889 | 10   |
| 9                        | Deutschland | Benjamin Dowall      | FSV 63 Luckenwalde        | 10   |
| 9                        | Deutschland | Arno Dwars           | 1. FC Neubrandenburg 04   | 10   |
| 9                        | Deutschland | Benjamin Gaudian     | VSG Altglienicke          | 10   |
| 9                        | Deutschland | René Görisch         | Brandenburger SC Süd 05   | 10   |
| 9                        | Deutschland | Benjamin Griesert    | VSG Altglienicke          | 10   |
| 9                        | Angola      | Lukoki Kalixto       | Lichterfelder FC Berlin   | 10   |
| Quelle: transfermarkt.de |             |                      |                           |      |

### Stadien
| Name                                               | Stadt                       | Verein                       | Kapazität |
| -------------------------------------------------- | --------------------------- | ---------------------------- | --------- |
| Stadion im Sportforum                              | Berlin-Alt-Hohenschönhausen | Berliner FC Dynamo           | 12.000    |
| Hans-Zoschke-Stadion (HOWOGE-Arena „Hans Zoschke“) | Berlin-Lichtenberg          | SV Lichtenberg 47            | 10.000    |
| Volksstadion Greifswald                            | Greifswald                  | FC Pommern Greifswald        | 08.000    |
| Volksstadion Rostock                               | Rostock                     | FC Hansa Rostock II          | 08.000    |
| Kurt-Bürger-Stadion                                | Wismar                      | FC Anker Wismar              | 07.000    |
| Friedrich-Ebert-Stadion                            | Berlin-Schöneberg           | Berliner FC Viktoria 1889    | 05.000    |
| Werner-Seelenbinder-Sportplatz                     | Brandenburg an der Havel    | Brandenburger SC Süd 05      | 05.000    |
| Müritz-Stadion                                     | Waren                       | SV Waren 09                  | 05.000    |
| Stadion Lichterfelde                               | Berlin-Lichterfelde         | Lichterfelder FC Berlin 1892 | 04.300    |
| Sportanlage in der Gasse                           | Gransee-Altlüdersdorf       | SV Altlüdersdorf             | 03.000    |
| Werner-Seelenbinder-Stadion                        | Luckenwalde                 | FSV 63 Luckenwalde           | 03.000    |
| Waldsportplatz                                     | Malchow                     | Malchower SV                 | 03.000    |
| Ligaplatz am Jahnstadion                           | Neubrandenburg              | 1. FC Neubrandenburg 04      | 02.500    |
| Friedrich-Friesen-Stadion (S-OS Arena)             | Fürstenwalde                | FSV Union Fürstenwalde       | 08.000    |
| Stadion Altglienicke                               | Berlin-Altglienicke         | VSG Altglienicke             | 01.000    |
| Sportplatz Waltersdorf                             | Waltersdorf                 | RSV Waltersdorf 09           | 01.000    |

## Staffel Süd

### Tabelle
| Pl. | Verein                       | Sp. | S  | U  | N  | Tore    | Diff. | Punkte |
| --- | ---------------------------- | --- | -- | -- | -- | ------- | ----- | ------ |
| 1.  | FSV Wacker 90 Nordhausen (N) | 30  | 20 | 7  | 3  | 060:220 | +38   | 67     |
| 2.  | FSV Budissa Bautzen          | 30  | 18 | 7  | 5  | 066:270 | +39   | 61     |
| 3.  | SSV Markranstädt (N)         | 30  | 15 | 12 | 3  | 061:230 | +38   | 57     |
| 4.  | Hallescher FC II (N)         | 30  | 17 | 5  | 8  | 064:380 | +26   | 56     |
| 5.  | Dynamo Dresden II U23        | 30  | 14 | 12 | 4  | 045:220 | +23   | 54     |
| 6.  | FC Carl Zeiss Jena II        | 30  | 13 | 5  | 12 | 050:420 | +8    | 44     |
| 7.  | Heidenauer SV (N)            | 30  | 11 | 10 | 9  | 047:450 | +2    | 43     |
| 8.  | VfL Halle 1896               | 30  | 11 | 10 | 9  | 039:460 | −7    | 43     |
| 9.  | Chemnitzer FC II             | 30  | 9  | 10 | 11 | 042:450 | −3    | 37     |
| 10. | FC Grün-Weiß Piesteritz      | 30  | 10 | 7  | 13 | 043:580 | −15   | 37     |
| 11. | FC Einheit Rudolstadt (N)    | 30  | 10 | 6  | 14 | 030:410 | −11   | 36     |
| 12. | FC Rot-Weiß Erfurt II        | 30  | 10 | 3  | 17 | 037:530 | −16   | 33     |
| 13. | FC Erzgebirge Aue II U23     | 30  | 9  | 5  | 16 | 049:500 | −1    | 32     |
| 14. | VfB Fortuna Chemnitz         | 30  | 7  | 8  | 15 | 036:690 | −33   | 29     |
| 15. | FSV Wacker 03 Gotha          | 30  | 5  | 4  | 21 | 029:740 | −45   | 19     |
| 16. | SG Blau-Gelb Laubsdorf (N)   | 30  | 3  | 5  | 22 | 022:650 | −43   | 14     |

| (N) | Aufsteiger aus der Verbands- oder Landesliga |

### Kreuztabelle
Die Kreuztabelle stellt die Ergebnisse aller Spiele dieser Saison dar. Die Heimmannschaft ist in der linken Spalte, die Gastmannschaft in der oberen Zeile aufgelistet.
| 2012/13                  | FC Rot-Weiß Erfurt II | Dynamo Dresden II | FC Carl Zeiss Jena II | Chemnitzer FC II | VfB Fortuna Chemnitz | FSV Budissa Bautzen | FC Erzgebirge Aue II | FSV Wacker 03 Gotha | FC Grün-Weiß Piesteritz | VfL Halle 1896 | SG Blau-Gelb Laubsdorf | SSV Markranstädt | FSV Wacker 90 Nordhausen | Hallescher FC II | Heidenauer SV | FC Einheit Rudolstadt |
| ------------------------ | --------------------- | ----------------- | --------------------- | ---------------- | -------------------- | ------------------- | -------------------- | ------------------- | ----------------------- | -------------- | ---------------------- | ---------------- | ------------------------ | ---------------- | ------------- | --------------------- |
| FC Rot-Weiß Erfurt II    |                       | 1:2               | 2:0                   | 2:1              | 3:1                  | 0:2                 | 4:1                  | 5:2                 | 2:2                     | 1:3            | 2:0                    | 0:3              | 1:2                      | 0:4              | 0:0           | 0:1                   |
| Dynamo Dresden II        | 1:0                   |                   | 3:0                   | 1:1              | 5:0                  | 0:1                 | 1:0                  | 2:0                 | 3:0                     | 1:1            | 3:0                    | 1:1              | 0:4                      | 2:0              | 1:0           | 0:0                   |
| FC Carl Zeiss Jena II    | 1:0                   | 2:2               |                       | 3:0              | 4:0                  | 0:3                 | 4:0                  | 3:1                 | 0:1                     | 2:3            | 1:0                    | 2:0              | 0:3                      | 4:3              | 6:1           | 3:2                   |
| Chemnitzer FC II         | 1:4                   | 0:0               | 2:1                   |                  | 1:1                  | 0:1                 | 0:0                  | 1:1                 | 3:3                     | 2:2            | 7:0                    | 0:2              | 0:2                      | 1:2              | 3:2           | 1:0                   |
| VfB Fortuna Chemnitz     | 1:1                   | 1:2               | 2:2                   | 2:5              |                      | 2:2                 | 3:2                  | 1:3                 | 4:0                     | 0:3            | 2:1                    | 1:1              | 1:3                      | 3:4              | 1:0           | 1:0                   |
| FSV Budissa Bautzen      | 4:0                   | 0:0               | 0:0                   | 3:0              | 4:1                  |                     | 5:2                  | 4:0                 | 2:0                     | 4:0            | 4:0                    | 0:4              | 1:4                      | 1:3              | 2:0           | 4:0                   |
| FC Erzgebirge Aue II     | 0:1                   | 0:3               | 1:0                   | 2:0              | 5:1                  | 0:0                 |                      | 4:1                 | 3:0                     | 2:4            | 4:0                    | 0:1              | 0:2                      | 1:1              | 3:3           | 2:0                   |
| FSV Wacker 03 Gotha      | 1:3                   | 2:2               | 0:2                   | 2:3              | 1:2                  | 0:1                 | 2:1                  |                     | 2:4                     | 3:1            | 1:0                    | 0:1              | 2:4                      | 1:2              | 1:1           | 2:1                   |
| FC Grün-Weiß Piesteritz  | 1:0                   | 3:0               | 3:3                   | 1:1              | 4:0                  | 2:1                 | 0:0                  | 2:1                 |                         | 0:2            | 2:0                    | 2:5              | 0:3                      | 0:2              | 3:0           | 0:1                   |
| VfL Halle 1896           | 1:3                   | 1:0               | 0:0                   | 0:3              | 1:1                  | 0:5                 | 3:2                  | 0:0                 | 1:1                     |                | 2:1                    | 1:1              | 0:0                      | 0:0              | 1:3           | 0:2                   |
| SG Blau-Gelb Laubsdorf   | 5:0                   | 0:2               | 2:1                   | 0:2              | 0:1                  | 3:3                 | 1:5                  | 3:0                 | 2:2                     | 0:2            |                        | 2:3              | 0:0                      | 0:3              | 1:4           | 0:2                   |
| SSV Markranstädt         | 5:0                   | 0:0               | 1:2                   | 4:0              | 1:1                  | 1:1                 | 4:1                  | 7:0                 | 4:1                     | 2:0            | 0:0                    |                  | 0:0                      | 3:1              | 3:1           | 1:1                   |
| FSV Wacker 90 Nordhausen | 2:0                   | 1:1               | 2:1                   | 1:1              | 5:1                  | 1:4                 | 1:0                  | 1:0                 | 5:1                     | 2:2            | 1:0                    | 1:1              |                          | 0:1              | 1:0           | 1:0                   |
| Hallescher FC II         | 2:0                   | 2:2               | 2:0                   | 3:1              | 2:0                  | 1:1                 | 1:6                  | 7:0                 | 3:1                     | 1:2            | 2:0                    | 2:0              | 2:3                      |                  | 2:2           | 1:2                   |
| Heidenauer SV            | 1:0                   | 1:1               | 2:1                   | 0:0              | 1:1                  | 2:1                 | 2:1                  | 4:0                 | 4:2                     | 3:1            | 3:0                    | 2:2              | 1:5                      | 2:0              |               | 1:1                   |
| FC Einheit Rudolstadt    | 3:2                   | 0:4               | 1:2                   | 0:2              | 3:0                  | 1:2                 | 2:1                  | 2:0                 | 1:2                     | 1:2            | 1:1                    | 0:0              | 1:0                      | 0:5              | 1:1           |                       |

### Torschützenliste
| Pl.                      | Nat.        | Spieler           | Verein                   | Tore |
| ------------------------ | ----------- | ----------------- | ------------------------ | ---- |
| 1                        | Deutschland | Tommy Kind        | SSV Markranstädt         | 17   |
| 2                        | Deutschland | Daniel Barth      | FC Carl Zeiss Jena II    | 13   |
| 2                        | Deutschland | Steven Sonnenberg | FC Einheit Rudolstadt    | 13   |
| 2                        | Deutschland | Paul-Max Walther  | FSV Budissa Bautzen      | 13   |
| 5                        | Deutschland | Jan Löhmannsröben | FSV Wacker 90 Nordhausen | 12   |
| 6                        | Tschechien  | Pavel Dobrý       | Heidenauer SV            | 11   |
| 6                        | Deutschland | Ralf Marrack      | FSV Budissa Bautzen      | 11   |
| 6                        | Deutschland | Caglayan Tunc     | FSV Wacker 90 Nordhausen | 11   |
| 6                        | Deutschland | Sven Werner       | SSV Markranstädt         | 11   |
| 9                        | Deutschland | Steve Braun       | VfL Halle 1896           | 10   |
| 9                        | Deutschland | Jeffrey Neumann   | FC Grün-Weiß Piesteritz  | 10   |
| Quelle: transfermarkt.de |             |                   |                          |      |

### Stadien
| Name                             | Stadt                             | Verein                   | Kapazität |
| -------------------------------- | --------------------------------- | ------------------------ | --------- |
| Sportforum Chemnitz              | Chemnitz-Bernsdorf                | Chemnitzer FC II         | 18.500    |
| Volkspark-Stadion                | Gotha                             | FSV Wacker 03 Gotha      | 12.000    |
| Stadion Böllberger Weg           | Halle                             | Hallescher FC II         | 08.000    |
| Albert-Kuntz-Sportpark           | Nordhausen                        | FSV Wacker 90 Nordhausen | 08.000    |
| Stadion am Bad                   | Markranstädt                      | SSV Markranstädt         | 05.500    |
| Heinz-Steyer-Stadion             | Dresden                           | Dynamo Dresden II        | 05.000    |
| HWG-Stadion am Zoo               | Halle                             | VfL Halle 1896           | 04.200    |
| Sportplatz Grubenstraße          | Erfurt                            | Rot-Weiß Erfurt II       | 04.000    |
| Stadion Heinepark                | Rudolstadt                        | FC Einheit Rudolstadt    | 04.000    |
| Volksparkstadion                 | Lutherstadt Wittenberg-Piesteritz | FC Grün-Weiß Piesteritz  | 04.000    |
| Stadion Müllerwiese              | Bautzen                           | FSV Budissa Bautzen      | 03.000    |
| Stadion an der Chemnitztalstraße | Chemnitz-Glösa-Draisdorf          | VfB Fortuna Chemnitz     | 02.800    |
| Stadion am Spiegelwald           | Aue                               | FC Erzgebirge Aue II     | 02.000    |
| Max-Leupold-Stadion              | Heidenau                          | Heidenauer SV            | 02.000    |
| Ernst-Abbe-Sportfeld, Platz 2    | Jena                              | FC Carl Zeiss Jena II    | 01.500    |
| Sportplatz Laubsdorf             | Neuhausen/Spree-Laubsdorf         | SG Blau-Gelb Laubsdorf   | 01.500    |